# رامیرو الیوروس
رامیرو اُلیوِروس (اسپانیایی: Ramiro Oliveros‎؛ زادهٔ ۱۳ مارس ۱۹۴۱) بازیگر اهل اسپانیا است.
از فیلم‌ها یا مجموعه‌های تلویزیونی که وی در آن‌ها نقش داشته‌است، می‌توان به آن سوی آینه، امکانش هست؟ و پرونده دختر پیژامه‌پوش اشاره نمود.